# Aeroporto de Guaratuba
O aeroporto esta localizado na cidade litorânea Guaratuba, no estado brasileiro do Paraná.
Atualmente, não opera com linha aérea regular, não opera voos IFR nem durante o período noturno. A resistência do pavimento é de 2.500 kg.